# Јовица Аћин
Јовица Аћин (Зрењанин, 13. децембар 1946) српски је есејиста, књижевник и преводилац.

## Биографија
Рођен је 13. децембра 1946. године у Зрењанину, где је завршио основно и средње образовање. Доласком у Београд на студије, започиње његова и уредничка каријера, од билтена Технолошког факултета, преко листа београдских студената Студент, касније до часописа (Дело, Књижевна реч, Градац...) и издавачких кућа (Рад, Службени гласник...).
Својевремено је због текстова у Студенту привођен и осуђиван а лист забрањиван или повлачен из продаје и спаљиван од стране тадашње власти. И као уредник часописа Дело био је често под присмотром, и саслушаван од стране ондашње политичке полиције. Упркос политичким претњама и забранама, уз остало, приредио је у Средњој и Источној Европи прво издање важног дела о логорском систему, Солжењицинов Архипелаг Гулаг, и то српско издање је у шпанским новинама проглашено једним од десет најважнијих догађаја те године у свету.
О његовом књижевном делу приређени су, између осталог, темати у часописима Реч (Београд), Поља (Нови Сад), Улазница (Зрењанин) и Браничево (Пожаревац).
Монографску студију о његовом есејистичком делу написао је др Светислав Јованов, Јеретик у олтару, изд. КОВ, Вршац, 1994.
Огледи и критичкоинтерпретативни текстови о Аћину налазе се у ауторским књигама Владимира Битија (Загреб), Бранка Поповића, Марка Недића, Михајла Пантића, Радомана Кордића, Саше Хаџи Танчића, Тање Крагујевић, Иване Миливојевић, Зорана Славића, Драгана Великића, Слађане Илић, Саве Дамјанова, Богића Ракочевића, Александре Манчић и других. O његовим радовима објављено је и стотинак студија, осврта и приказа у књижевним часописима, листовима, дневној и недељној штампи, на радију и телевизији. Као особени израз књижевног поверења, отворена писма у часописима, а свако је својеврсни есеј за себе, написали су му професор Сретен Марић, Иван Ловреновић (Сарајево), Љубомир Симовић и Јован Христић.
Превео је на српски више од четрдесет класичних и новијих књижевних и филозофских дела са немачког, француског и енглеског језика. Између осталог превео је сабрана дела Франца Кафке. Живи и ради у Београду.
Приче и есеји заступљени су му у низу српских и страних антологија, часописних избора и зборника, а превођени су му и објављивани у многим часописима у Француској, Италији, Шпанији, Енглеској, Канади, Русији, Пољској, Украјини, Вијетнаму, Словенији, Македонији, Бугарској, Мађарској, Грчкој.
По једној од његових прича, из књиге Прочитано у твојим очима, снимљен је, концем 2008. године, и уметнички ефектан краткометражни играни филм (чији је аутор Андреј Аћин).
Члан је Српског књижевног друштва.

## Награде и признања
- Награда „Стиг“, за збирку песама Унакрст дивљине памћења, Пожаревац 1971.
- Награда „Милан Богдановић”, за књижевну критику, 1975.
- Награда „Ђорђе Јовановић”, за есејистику, за књигу Изазов херменеутике, 1975.
- Борбина награда, за књигу есеја Поетика кривотворења, 1991.
- Награда „Павле Марковић Адамов”, за авангардност у уметничком стваралаштву, за књигу Уништити после моје смрти, Сремски Карловци, 1993.
- Награда „Иво Андрић”, за есеј, за књигу Гатања по пепелу, Херцег Нови 1993.
- Награда „Станислав Винавер”, за изузетан ауторски пројекат, за књиге Уништити после моје смрти и Гатања по пепелу, Шабац 1993.
- Награда „Душан Васиљев”, за целокупно књижевно дело и за изузетан допринос модерној српској поезији, поводом књига Дуге сенке кратких сенки, Лептиров сановник и Неземаљске појаве, Кикинда 1999.
- Награда „Карољ Сирмаи”, за Неземаљске појаве, Врбас и Темерин 1999.
- Награда „Стеван Пешић”, за Неземаљске појаве, Ковиљ 1999.
- Награда „Тодор Манојловић”, за модерни уметнички сензибилитет, Зрењанин 2002.
- Награда Политике, поводом стогодишњице листа, за најбољу кратку причу, за причу „Црни ролс-ројс“, 2004.
- Андрићева награда, за књигу приповедака, за новелу Дневник изгнане душе (позната и под насловом Дневник о вагини), Београд 2004.[3]
- Награда „Златни сунцокрет”, за најбољу књигу године, за Прочитано у твојим очима, Врбас 2006.
- Награда „Сретен Марић”, (Косјерић–Нови Сад–Београд) за есеј или збирку есеја, за књигу Голи приповедач, Нови Сад 2009.
- Његошева награда, за роман Сродници, Цетиње 2019.[4]
- Награда „Станислав Лем”, Нови Сад 2019.
- Награда „Вељкова голубица”, за свеукупно приповедачко стваралаштво, 2020.[5]
- Награда „Милован Видаковић”, 2020.[6]
- Награда „Лаза Костић”, за књигу прича Бања, Нови Сад 2022.[7]
- Награда „Исидора Секулић”, за књигу прича Бања, 2022.[8]

## Дела

### Књиге прича
- Дуге сенке кратких сенки, у три издања: Свјетлост (Сарајево) 1991, Драганић (Београд) 1997. и Улазница (Зрењанин) 2003.
- Уништити после моје смрти, у два издања: КОВ (Вршац) 1993. и Stylos (Нови Сад) 2000.
- Лептиров сановник, Драганић (Београд), 1996.
- Неземаљске појаве, Народна књига, 1999.
- Лебдећи објекти, Народна књига, 2002.
- Ко хоће да воли, мора да умре, Stylos (Нови Сад), 2002.
- Мали еротски речник српског језика, Stylos (Нови Сад), 2003.
- Дневник изгнане душе (новела), Стубови културе, 2005.
- Прочитано у твојим очима, у два издања: Стубови културе 2006. и 2007.
- Ушће Океана, Геопоетика, 2012
- Јеванђеље по магарцу, Културни центар Нови Сад, 2013.

### Роман
- Котао, 2024.[9][10]

### Књиге есеја
- Изазов херменеутике, ДОБ (Дом омладине Београд), 1975.
- Паукова политика, Просвета, 1978.
- Шљунак и маховина, Рад, 1986.
- Поетика растројства, Светови (Нови Сад), 1987.
- Поетика кривотворења, Светови (Нови Сад), 1991. и Службени гласник, 2013.
- Гатања по пепелу, у два издања: Стубови културе 1993. и 2003, а треће издање у Загребу код издавачке куће Antibarbarus, 2009.
- Шетња по крову (приче и есеји уз сабране цртеже Франца Кафке), Геопоетика, 2007.
- Голи приповедач, КОВ (Вршац) 2008. и Службени гласник 2011.
- Апокалипса Сад, у три издања: КОВ (Вршац) 1995, Рад 2004, Службени гласник 2012.

## Заједнички радови са сликарима, библиофилска издања
- Одисеја једне сенке (са сликама Љубе Поповића), Градац, 2000.
- Голи демони, наге жене (са цртежима Миленка Милетића), Рад, 2006.